# 南河水库 (荆门)
南河水库是中国湖北省荆门市境内的一座水库，位于利河支流仙居河上，建于1973年。水库正常库容为2560万立方米，集雨面积为61平方千米，海拔为148米。